# ピークピーク値

正弦波。②がピークピーク値

ピークピーク値（ピークピークち、Peak-to-peak value）とは、正弦波交流の最大値と最小値との差のことを示している。電圧の場合はEpp、 電流の場合はIppを用いることがある。正弦波交流の最大値は√2*実効値により求まるため、ピークピーク値は2√2*実効値により求まることになる。